# Paul Freeman
Pour les articles homonymes, voir Freeman.
Paul Freeman est un acteur, réalisateur et scénariste britannique né le 18 janvier 1943 à Barnet (Hertfordshire, Royaume-Uni), résidant à Londres et dans le Gard (France).

## Biographie
Paul Freeman est né le 18 janvier 1943 à Barnet, Hertfordshire (Royaume-Uni).

## Carrière
Il a commencé sa carrière dans la publicité et l'enseignement, et a décroché de petits rôles au théâtre, apparaissant dans des productions de A Midsummer Night's Dream et Hamlet.
En 1988, il a joué le professeur Moriarty dans un film comique, qui mettait en vedette Michael Caine dans le rôle de Sherlock Holmes et Ben Kingsley dans le rôle de Watson.
En 1995, Paul Freeman a été choisi pour tenir le rôle du méchant Ivan Ooze dans Power Rangers, le film.
Il a joué dans des séries de télévision telles que Falcon Crest et Les Aventures du jeune Indiana Jones.
En 2004, l'acteur a joué Angus, le cadet de Bobby Jones, dans Bobby Jones : A Stroke of Genius.
En 2006 et 2007, il a joué dans le drame New Street Law. Toujours en 2007, il interprète le révérend Philip Shooter de Sandford dans Hot Fuzz.
De 2007 à 2009, il est également présent dans plusieurs publicités télévisées de Travelers Insurance. Parmi son travail télévisé, Paul Freeman est apparu dans un épisode de Midsomer Murders intitulé "Down Among the Dead Men", dans l'épisode "Straw Dog" de Waking the Dead et il a joué dans l'adaptation de la BBC de The Dark Room de Minette Walters .
Il apparaît dans la reprise londonienne de Glengarry Glen Ross de David Mamet en 2008.
En 2012, il a tenu le rôle de Thomas Erpingham dans l'adaptation de la BBC de Henry V de William Shakespeare de la série The Hollow Crown.

## Vie privée
Sa première épouse était l'actrice Judy Matheson.
Il est marié à Maggie Scott, qui était sa co-star dans le film Les Chiens de guerre (1980). Ils ont une fille, Lucy.

## Filmographie

### Cinéma

#### Longs métrages
- 1976 : Les affamés du désir (Feelings) de Gerry O'Hara : Paul Martin
- 1980 : Du sang sur la Tamise (The Long Good Friday) de John Mackenzie : Colin
- 1980 : Les Chiens de guerre (The Dogs of War) de John Irvin : Derek
- 1980 : Death of a Princess d'Anthony Thomas : Christopher Ryder
- 1981 : Les Aventuriers de l'arche perdue (Raiders of the Lost Ark) de Steven Spielberg : Dr René Belloq
- 1982 : Rêves sanglants (The Sender) de Riger Christian : Dr Joseph Denman
- 1982 : Commando (Who Dares Wins) d'Ian Sharp : Sir Richard
- 1982 : An Unsuitable Job for a Woman de Christopher Petit : James Calendar
- 1983 : Si elle dit oui... je ne dis pas non de Claude Vital : Nick
- 1984 : Flight to Berlin de Christopher Petit : Nicholas
- 1986 : Shanghai Surprise de Jim Goddard : Walter Faraday
- 1988 : Élémentaire, mon cher... Lock Holmes (Without a Clue) de Thom Eberhardt : Professeur Moriarty
- 1988 : Un monde à part (A World Apart) de Chris Menges : Kruger
- 1988 : Prisoner of Rio de Lech Majewski : Ronald Biggs
- 1990 : The Last Island de Marleen Gorris : Sean
- 1990 : La Guerre des nerfs (Eminent Domain) de John Irvin : Ben
- 1992 : Aigle de fer 3 (Aces : Iron Eagle III) de John Glen : Kleiss
- 1992 : Just Like a Woman de Christopher Monger : Miles Millichamp
- 1993 : Piccolo grande amore de Carlo Vanzina : Comte Otto Von Dix
- 1995 : Power Rangers, le film (Mighty Morphin Power Rangers : The Movie) de Bryan Spicer : Ivan Ooze
- 1995 : Le Hussard sur le toit de Jean-Paul Rappeneau : Laurent de Théus
- 1996 : Squillo de Carlo Vanzina : Marco
- 1997 : Double Team de Tsui Hark : Goldsmythe
- 2001 : Morlang de Tjebbo Penning : Julius Morlang
- 2002 : And Now... Ladies and Gentlemen de Claude Lelouch : Un client anglais
- 2002 : Mrs Caldicot's Cabbage War d'Ian Sharp : Jenkins
- 2002 : Haker de Janusz Zaorski : Un homme
- 2004 : Bobby Jones, naissance d'une légende (Bobby Jones: Stroke of Genius) de Rowdy Herrington : Angus
- 2004 : Georges et le Dragon (George and the Dragon) de Tom Reeve : Sir Robert
- 2005 : La fiesta del Chivo (es) de Luis Llosa : Agustín Cabral
- 2007 : Hot Fuzz d'Edgar Wright : Révérend Philip Shooter
- 2010 : Centurion de Neil Marshall : Gnaeus Julius Agricola, gouverneur romain de Bretagne
- 2012 : Hard Boiled Sweets de David L.G. Hughes : Eddie
- 2012 : A Fantastic Fear of Everything de Crispian Mills et Chris Hopewell : Dr Friedkin
- 2012 : After Death de Martin Gooch : L'inventeur
- 2013 : Getaway de Courtney Solomon et Yaron Levy : l'homme
- 2016 : Free Dance (High Strung) de Michael Damian : Kramrovsky, le professeur de danse classique
- 2016 : The Gatehouse de Martin Gooch : Evelyn Eldritch
- 2018 : Viking Destiny de David L.G. Hughes :
- 2022 : Darkheart Manor de Martin Gooch : James Jones
- 2022 : The Man from Rome de Sergio Dow : Père Príamo Ferro
- 2025 : The Thursday Murder Club de Chris Columbus

#### Courts métrages
- 2007 : A Girl and a Gun de David L.G. Hughes : Eddie
- 2008 : Viral d'Azi Rahman : Salvo
- 2013 : Trimming Pablo de Tim Newton : Pablo Picasso
- 2013 : Bad Day at the Office de Nick Scott : Le narrateur (voix)
- 2015 : A Private Man de Paul Wade et Simon Wade : Le vieil homme

### Télévision

#### Séries télévisées
- 1967 : Champion House : Elwyn
- 1972 : Poigne de fer et séduction (The Protectors) : Un mécanicien
- 1972 : Jason King : Un homme
- 1973 : Coronation Street : Terry Slade
- 1974 / 1978 / 1982 : Crown Court : Leonard Tyler / John Barnard / Henry Lytton
- 1976 : The XYY Man : Ray Lynch
- 1978 : Regan (The Sweeney) : Un détective
- 1978 : Scorpion Tales : Oliver Benthall
- 1978 : Will Shakespeare : Dick Burbage
- 1980 - 1982 : Play for Today : Alexander Kustov / Le médecin / Willie
- 1981 : Winston Churchill : Ralph Wigram
- 1982 : BBC2 Playhouse : Max
- 1982 : Q.E.D. : Professeur Vincent Rep
- 1982 : Gavilan : Mr Snow
- 1984 : Cagney et Lacey (Cagney and Lacey) : Yves Benoit
- 1984 : Mitch : Harry Warren
- 1984 - 1985 : Falcon Crest : Gustav Riebmann
- 1985 : A.D : Cornelius
- 1986 : La Griffe du destin (Sins) : Mueller
- 1986 : Worlds Beyond : Richard Wentworth
- 1987 : Yesterday's Dreams : Martin
- 1988 / 1992 : Boon : Ronnie Hains / Edward Cameron
- 1989 : La deuxième vie du Colonel Von Streider (Pursuit) : SS-Oberfuhrer Mittendorf
- 1992 : Van der Valk : Michael Tromp
- 1992 - 1993 : Les Aventures du jeune Indiana Jones (The Young Indiana Jones Chronicles) : Frederick Courtney Selous
- 1993 : Full Stretch : Freddie Reid
- 1993 : In Suspicious Circumstances : Sir Patrick Hastings
- 1993 : Between the Lines : Nicholas Shaw
- 1994 : Viper : Dr Samuels
- 1994 : Grushko : Bosenko
- 1995 : The Final Cut : Tom Makepeace
- 1996 : Les Contes de la crypte (Tales from the Crypt) : Alistair Touchstone
- 1996 : Samson et Dalila (Samson and Delilah) : Manoach
- 1997 : Inspecteur Wexford (The Ruth Rendell Mysteries) : Julius Sorensen
- 1998 / 2001 - 2002 : Urgences (ER) : Dr Charles Corday
- 1999 : The Dark Room : Adam Kinglsey
- 2000 : Inspecteur Morse (Inspector Morse) : Frank Harrison
- 2002 - 2003 : Monarch of the Glen : Andrew Booth
- 2005 : Meurtres en sommeil (Waking the Dead) : Dr Charles Hoyle
- 2006 : Inspecteur Barnaby (Midsomer Murders) : Sir John Waverley
- 2006 - 2007 : New Street Law : Laurence Scammel
- 2007 : Diamond Geezer : Sergey
- 2007 : The Whistleblowers : Joseph Cole
- 2008 : Hotel Babylon : Sir Christopher Price
- 2009 : Hercule Poirot (Agatha Christie's Poirot) : Colonel Carbury
- 2009 : Lark Rise to Candleford : Edmund vieux
- 2010 : MI-5 (Spooks) : Levi Cohen
- 2012 : The Hollow Crown : Thomas Erpingham
- 2012 : Strike Back : Peter Evans
- 2013 : La Bible (The Bible) : Samuel
- 2013 : Lucan : John Pearson
- 2015 : Da Vinci's Demons : L'architecte
- 2016 : Tokyo Trial : William. D. Patrick
- 2017 - 2020 : Absentia : Warren Byrne
- 2018 : A Very English Scandal : Sir Joseph Cantley
- 2022 : The Man Who Fell to Earth : Gregory Papel

#### Téléfilms
- 1980 : Death of a Princess d'Antony Thomas : Christopher Ryder
- 1984 : Sakharov de Jack Gold : Pavel Leontiev
- 1989 : Magic Moments de Lawrence Gordon Clark : Brian Swann
- 1989 : Wiesenthal (Murderers Among Us : The Simon Wiesenthal Story) de Brian Gibson : Josef
- 1990 : Perry Mason - Nostalgie Meurtrière (Perry Mason : The Case of the Desperate Deception) de Christian I. Nyby II : Carl Meyerhoff
- 1990 : Les belles Américaines (May Wine) de Carol Wiseman : Tom
- 1992 : Un sosie dangereux (Double Edge) de Steve Stafford : Ferese
- 1992 : A Dangerous Man : Lawrence After Arabia de Christopher Menaul : Dumont
- 1994 : L'aigle rouge (Lie Down with Lions) de Jim Goddard : Dubois
- 1996 : Circles of Deceit : Sleeping Dogs d'Alan Grint : Armitage
- 1998 : Only Love de John Erman : Dallesandro
- 1999 : The Devil's Arithmetic de Donna Deitch : Le rabbin
- 2004 : When I'm Sixty-Four de Jon Jones : Ray
- 2009: Irena Sendler (The Courageous Heart of Irena Sendler) de John Kent Harrison : Monseigneur Godlewski

### Producteur
- 1989 : Final Notice de Steven Hilliard Stern (téléfilm)